# Callington, Cornwall
Callington är en stad och civil parish i Cornwall i England. Orten har 5 786 invånare (2011). Byn nämndes i Domedagsboken (Domesday Book) år 1086, och kallades då Calwetone/Calwetona.